# László Benjámin
László Benjámin (ur. 5 grudnia 1915 w Budapeszcie, zm. 18 sierpnia 1986 tamże) – węgierski polityk, poeta, tłumacz.

## Życiorys
Z powodu trudnych warunków materialnych przerwał edukację w gimnazjum i podjął pracę zarobkową jako pracownik fizyczny, którą wykonywał przez 9 lat (1931-1940). Przez następnych 5 lat zatrudniony był w charakterze urzędnika, a jednocześnie związany był z ruchem robotniczym. Proletariacki duch Benjámina miał odzwierciedlenie w późniejszej twórczości literackiej. Jego pierwsze utwory poetyckie wydrukowano w prasie lewicowej oraz w antologiach poezji robotniczej, między innymi w „Tizenkét költő” („Dwunastu poetów”). Problematyka wierszy związana była z przemianami ustrojowymi na Węgrzech po 1945. Poeta szczególnie zainteresowany był zagadnieniami etyczno-społecznymi. Jego pierwszą książką był wydany w 1939 roku tomik poezji „Gwiazda nie nadeszła”.
Po utworzeniu w 1949 roku rządu komunistycznego na Węgrzech László Benjámin objął funkcję jednego z głównych rzeczników. Od 1953 roku tematyka jego utworów zaczęła zmieniać charakter. Twórca skupił się na samokrytyce i osobistym zamęcie.
Brał czynny udział w życiu literackim Węgier. Był współzałożycielem periodyków literackich. Jednak nie wiązał się z żadną grupą literacką. Był redaktorem naczelnym miesięcznika „Új Hang”. Od 1976 roku należał do zespołu redakcyjnego tygodnika „Új Tükör”, a w latach 1980–1986 pełnił funkcję redaktora naczelny tego pisma. Dwa razy otrzymał nagrodę im. Kossutha (1950, 1952). Jego literatura była przekładana na język polski przez między innymi: Stanisława Barańczaka, Mariana Grześczaka, Tadeusza Fangrata.
Poza tworzeniem poezji własnej László Benjámin przekładał także poezję hiszpańską, angielską i nowogrecką.

## Wybrane publikacje[4]
- Gwiazda nie nadeszła (1939);
- Piórem i narzędziem (1941);
- Triumf odlewników czcionek (1946);
- Po stworzeniu (1948);
- Żyć wiecznie (1949);
- Ogniem i nożem (1951);
- Przemijanie naszych lat (1954);
- Jedno życie (1956);
- Pod krwawiącymi sztandarami (1961);
- Piąta pora roku (1962);
- W niewoli mórz (1967).